# Бельвиль-Ури, Анна Каролина
Анна Каролина Бельвиль-Ури (фр. Anna Caroline Oury de Belleville, урождённая де Бельвиль; 24 июня 1808, Ландсхут — 22 июля 1880, Мюнхен) — германская пианистка и композитор французского происхождения.
Дочь французского аристократа, покинувшего Францию в связи с революцией и руководившего Мюнхенской придворной оперой. Выросла в Аугсбурге, дебютировала в Мюнхене в восьмилетнем возрасте. В 1816—1820 гг. училась игре на фортепиано в Вене у Карла Черни, считалась одной из наиболее талантливых его учениц; позднее занималась также под руководством Андреаса Штрайхера. В 1819 г., по некоторым сообщениям, исполняла 12-ю сонату Людвига ван Бетховена в присутствии автора.
Концертировала по всей Европе, в 1829 году выступала в Варшаве перед Фридериком Шопеном, восторженно отозвавшимся о её мастерстве в одном из писем и посвятившим её позднее Вальс фа минор Op. Posth. 70, No. 2. На рубеже 1820—1830-х гг. считалась, наряду с Кларой Вик, одной из ведущих пианисток Европы; Роберт Шуман признавался в попытке перенять элементы её техники, связанной с более высокой постановкой запястья, а в одной из статей сравнивал её игру с игрой своей будущей жены Вик — разумеется, в пользу последней:

Звучание Бельвиль ласкает слух, не притязая на большее, звучание Клары проникает в сердце и беседует с душой. Одна говорит стихами, другая — и есть поэзия.
Оригинальный текст (нем.)Der Ton der Belleville schmeichelt dem Ohre, ohne mehr in Anspruch zu nehmen, der der Klara senkt sich ins Herz und spricht zum Gemüt. Jene ist dichtend, diese das Gedicht.

В 1831 году отправилась на гастроли в Лондон, дебютировав в рамках концертного турне Николо Паганини. Познакомилась со скрипачом Антонио Джеймсом Ури и в том же году вышла за него замуж. В дальнейшем супруги выступали преимущественно в дуэте. В 1832—1839 гг. они совершили гастрольное турне по Германии, Австрии, России, Нидерландам, Бельгии и Франции, в 1846—1847 гг. последовало итальянское турне. В 1840—1860-е гг. с именем супругов Ури была связана деятельность Брайтонского музыкального союза — ансамбля камерной музыки, созданного по образцу Лондонского музыкального союза Джона Эллы, — однако миссис Ури-Бельвиль в большей степени посвящала себя композиции, создав около 180 салонных фортепианных пьес, включая фантазии на темы популярных опер (особенно Джакомо Мейербера). После 1868 года супруги жили на покое в Норфолке.